# Noaptea bărbaților
Noaptea bărbaților este un film românesc din 1972 regizat de Alexandru Boiangiu.